# Rosario Medero
María del Rosario Medero Ranzini (16 de junio de 1948) es una contadora, profesora y política uruguaya, perteneciente al Partido Nacional.

## Biografía
Hija del ministro y dirigente rural Benito Medero y de Julieta Ranzini. Casada con el político herrerista Antonio Mercader, tuvo tres hijas: Pilar, Agustina y Amparo.
Graduada como contadora en la Facultad de Ciencias Económicas y de Administración, de la Universidad de la República. Posteriormente se dedicó a la docencia en la misma institución, actualmente es catedrática en Administración de los Negocios Agroindustriales.
Inicia su militancia política como estudiante en el Movimiento Universitario Nacionalista y en filas del Herrerismo.
De dilatada trayectoria en cargos públicos; entre 1972 y 1990 trabajó en la Oficina de Planeamiento y Presupuesto. Entre 1990 y 1994 ocupó la presidencia de ANTEL durante la presidencia de Luis Alberto Lacalle; también presidió el directorio de Pluna en 1994-1995.
Entre 1995 y 1998 se desempeñó en el Banco Interamericano de Desarrollo.
En 1999 se acerca al grupo Acción Comunitaria, liderado por la ex primera dama Julia Pou; en las elecciones de ese año, se postula al Senado, sin obtener banca.
Posteriormente, durante la presidencia de Jorge Batlle, en representación del Partido Nacional ocupó un cargo en el Directorio del Banco Central del Uruguay hasta que, a raíz de la crisis bancaria, el 19 de julio de 2002 renuncia al cargo.